# Oravecz Béla
Oravecz Béla (1892 – 1960) magyar gépészmérnök, repülőgép szerkesztő.

## Életpálya
1912. november 6-án megalakult a Magyar Léghajó és Repülőgép Rt., a későbbi Magyar Repülőgépgyár Rt. elődje léghajók, repülőgépek gyártására és értékesítésére. A vállalat vezérigazgatója: Camillo Castiglioni, műszaki igazgatója a szolnoki Wittmann Viktor mérnök-pilóta, főmérnöke Oravecz Béla volt.
Az 1. világháború alatt az albertfalvai UFAG tervező irodáján dolgozik. 1917-ben Bloudek főkonstruktőrrel tervezik az UC–1 
gyorsfelderítő gépe, amit az UFAG és a bécsi ÖFAG sorozatban gyártotta a háború végéig.

### UC–1
Az UFAG C–1 230 lóerős Hiero-motorral felszerelt, kétüléses, kétfedelű, egycellás merevített, faépítésű, vászonborítású felületekkel ellátott gyorsfelderítő repülőgép. Összesen közel 1000 példányban készült. Továbbfejlesztett változata az UFAG C–2 240 lóerős Hiero-motorral.
A Magyarországi Tanácsköztársaság idején és utána az albertfalvai repülőgépgyár főmérnöke. 1923-ban készült el első önálló Oravecz–1 iskola-repülőgépe.

### Oravecz–1
A meglévő Szebeny György-gépek közül került átalakításra. 100 lóerős Mercedes-motorral és egymás mögötti kétüléses változatra tervezte a törzset. A gép elején helyezték el a homlokhűtőt. A szárny közepén, a pilótafülke elhagyásának lehetőségére nagy mélységű kivágást hagytak, ami a szilárdságot és a légerő ellenállást gyengítette, A szárnyak felülete furnérral borított, a törzs furnérral és alumínium lemezzel takart. A repülőgépből 1923-1924 között 9 darab készült. Módosított változata, az Oravecz–2 1924-ben készült.

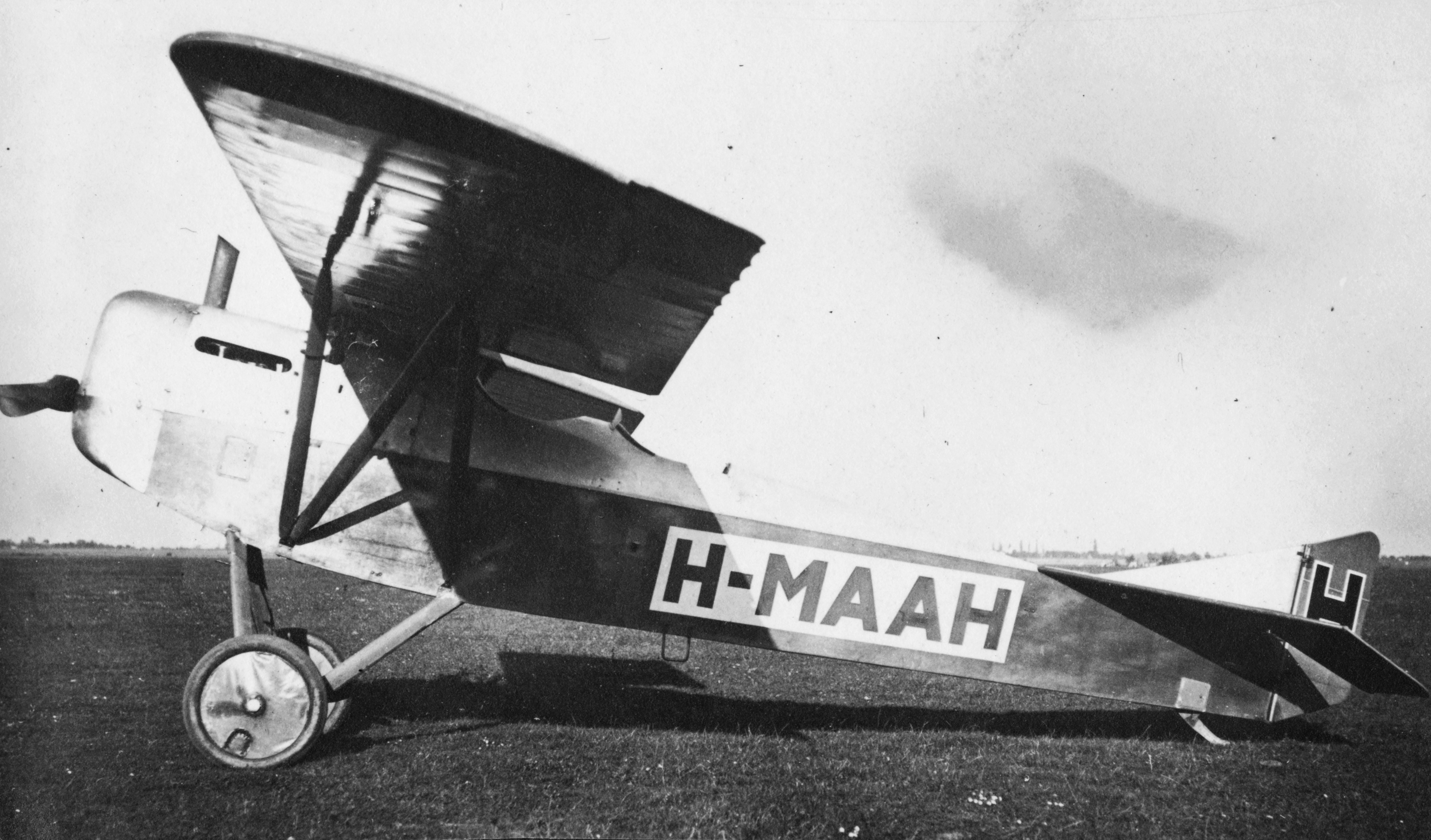
Az Oravecz–2 iskola-repülőgép

A Kereskedelmi Minisztérium (KM) II. szakosztálya 1922-ben Szegeden  rendszeres pilótaképzést tartott. A KM iskola-repülőgép pályázatot írt ki, a négy pályázó közül az albertfalvai Neuschloss-Lichtig Repülőgépgyár- és Faipari Rt. főmérnöke általa tervezett repülőgép bizonyult sikeresnek. Szombathelyen tartott kiképzésen ezzel a repülőgéppel 1925-ben két tragikus baleset történt. A repülőgép gyártását befejezték.
1928-tól a MÁVAG-ban megszervezi a repülőgép javítást, ahol hamarosan a repülő osztály főmérnök lett. Irányításával folyt a Sólyom (WM 21), majd a MÁVAG Héja gépek sorozatgyártása.

## Írásai
Több szakcikket és tudományos értekezést írt.

## Külső hivatkozások
- Oravecz Béla. oszk.hu. (Hozzáférés: 2014. március 11.)